# 日本教育史
日本教育史，自古以来，日本人认为教育是国民才智的基础。:5

## 飞鸟时代
630年到894年，当时的各个日本中央政府派遣“遣唐使”来中国唐朝学习制度和文化，日本输入了唐朝的语言文字、生活习俗、治国制度和宗教思想，日本学习唐朝并非全盘吸收，对于妨碍日本文化和与日本价值观相悖的，都被拒绝，这种选用和摒弃是日本民众自发的，而不是中央政府颁布行政命令执行的。:77
作为中华文化的主要组成部分，日本就排除了三项：第一是科举制度，第二是太监制度，第三是缠足风俗。:77
701年（大宝元年），日本飞鸟时代的文武天皇颁布《大宝律令》，当中包括“学令”一条，规定中央设“大学寮”，各国（今日本的县）设“国学”，“大学寮”是培养国家官吏的职业机构，入学资格有严格的限制，五品以上官吏的子弟才可以自由入学，五品以下直至七品官吏只有才华出众的子弟才能入学；“国学”的招收对象是各地方贵族子弟，如果名额不满，可以允许民间子弟中才华出众的人入学。:74
“大学寮”的课程内容是以中国唐朝的课本为模范，即“四书五经”等儒家典籍，另外还有算术、武术等；“国学”除了有“大学寮”的课程外，还有医学、药学等科目。:75
民间子弟主要进入私塾读书，私塾的教师主要是僧侣和从唐朝、高丽等移民飞鸟时代日本的“归化人”担任，课程内容主要是实用性的专业和技术，包括工艺美术、木工、瓦工、雕塑、建筑等。:75

## 幕府时代
12世纪末期开始，日本进入幕府时代，先后有镰仓幕府、室町幕府、战国和江户幕府等，这个时期，“大学寮”和“国学”已经消失，出现了官营和民营的古代学校，课程主要是四书五经等儒家典籍，此外还有武士修养和技艺等。:75
江户幕府时期，课程主要是宋朝的程朱理学，当时的天皇推崇儒教，用儒教治理国家，同时又补充日本传统的神道，合成“神儒一致”。:75
1453年，一艘葡萄牙商船因暴风雨被漂流到今日本种子岛西村，船上有通葡萄牙语的明朝人，但不通日语不会写日文，而日本僧侣会写中文不会说汉语，二人通过文字笔谈进行交流，最令日本人感兴趣的是船上的2支火枪，日本高价购买之后，立刻仿制生产，而葡萄牙也无意间发现了日本，并且开始和日本商贸来往。:77
最初日本人虽然学会了制造火枪，但是不会制造火枪药，后再次向葡萄牙人学习之后才掌握这门技术，并且迅速传播全国。:78
1575年，织田信长和武田胜赖大战，织田信长用火枪，取得大胜。:78
17世纪中期开始，江戶幕府实行“文治”政策，大力推崇和发展教育事业，中央设“学问所”，各地方设“藩校”，课程主要是儒学、汉学、日本国学、武术、医学、药学，后来补充“兰学”。:75
“兰学”即“西学”，主要是西方自然科学与社会科学的总称，名称的由来原因是：当年江户时代实行“锁国”政策，日本只有长崎等地方和中国的明朝、清朝、西方的荷兰有贸易来往，荷兰传入了西方的科学技术和知识，故而日本称之“兰学”。:75
江户时代有一种教育机构叫“乡校”，因为设立在各乡，因而得名；在普及初等教育方面，“寺子屋”做出了巨大贡献。虽然平安时代就出现了寺子屋，即寺院办学机构，但是大量出现是在江户时代。:76
由于江户时代中央政府推崇儒学神学，寺院的政治地位和经济地位都陆续衰落，僧侣为了生存就更加积极地办学了。:76
寺子屋主要招收农家子弟，由于江户时代的男尊女卑思想，寺子屋几乎全是男孩，学费的收取有现金也有农副产品。:76
寺子屋最初是僧侣在寺院办学，学生叫“寺子”，后来神官、浪人也入学，寺子年龄一般是六七岁到十二三岁。:76
课程内容最初是读书写字，后来加入算术和珠算，合称“读书、写字、打算盘”。:76
江户时代一共有将近一万所寺子屋，它普及了文化知识，提升了占据多数人口的地位低下的农业人口的素质，为日本从封建社会迈入资本主义社会奠定了教育基础。:76

### 藩校私塾乡学
| 名称         | 开祖       | 分类 | 年号     | 立地         |
| ------------ | ---------- | ---- | -------- | ------------ |
| 明德馆       | 佐竹义和   | 藩校 | 宽政元年 | 秋田县久保田 |
| 养贤堂       | 伊达吉村   | 藩校 | 元文元年 | 仙台         |
| 致道馆       | 酒井忠德   | 藩校 | 文化2年  | 庄内         |
| 日新馆       | 松平容颂   | 藩校 | 宽政11年 | 会津         |
| 兴让馆       | 上杉治宪   | 藩校 | 安永5年  | 米泽         |
| 弘道馆       | 德川齐昭   | 藩校 | 天保12年 | 水户         |
| 昌平坂学问所 | 江戸幕府   | 官立 | 宽政9年  | 江戸         |
| 萱园塾       | 荻生徂徠   | 私塾 | 宝永6年  | 江戸         |
| 芝兰堂       | 大槻玄泽   | 私塾 | 天明8年  | 江戸         |
| 藤树书院     | 中江藤树   | 私塾 | 宽永11年 | 小川         |
| 古义堂       | 伊藤仁斋   | 私塾 | 宽文2年  | 京都         |
| 含翠堂       | 三轮执斋   | 乡学 | 享保2年  | 平野         |
| 适塾         | 绪方洪庵   | 私塾 | 天保9年  | 大阪         |
| 怀德堂       | 中井甃庵   | 私塾 | 享保9年  | 大阪         |
| 洗心堂       | 大盐平八郎 | 私塾 | 文政13年 | 大阪         |
| 闲谷学校     | 池田光政   | 乡学 | 宽文8年  | 岡山         |
| 花畠教场     | 池田光政   | 藩校 | 寛永18年 | 岡山         |
| 松下村塾     | 玉木文之进 | 私塾 | 天保13年 | 萩           |
| 明伦馆       | 毛利吉元   | 藩校 | 宽永18年 | 萩           |
| 修猷馆       | 黑田齐隆   | 藩校 | 天明4年  | 福冈         |
| 咸宜园       | 广瀬淡窗   | 私塾 | 文化14年 | 日田         |
| 鸣泷塾       |            | 私塾 | 文政7年  | 长崎         |
| 时习馆       | 细川重贤   | 藩校 | 宝历5年  | 熊本         |
| 造士馆       | 岛津重豪   | 藩校 | 安永2年  | 鹿儿岛       |

## 明治维新
明治天皇推展明治维新，目标是富国强兵、殖产兴业和文明开化，小学立刻在全国普及，取代了寺子屋。:76
明治维新之后，日本帝国大学国立大学的许多学科和诸多领域都短时间内全盘西化，在最短时间内达到了国际先进水平，而当时的穆斯林国家和中国清朝则抵抗引进外国技术和制度。日本迅速抛弃了二千年学习的对象中国，转而学习工业化的西方强国，迈向工业化，学习先进制度、技术和生活方式，农历被公历取代，春节被元旦取代，明治天皇带头吃牛肉，官吏穿着燕尾服，男性剪掉长髮，修剪成西式短髮，当时日本国内有诗句说“敲敲短发蓬松的天灵盖，文明开化的声音就响起来”。
1872年，日本中央政府颁布了“学制”，“邑中不得有不学之户，家中不得有不学之人”，学制颁布后，日本全国的小学达到了24,000所。:79
1879年，日本中央政府颁布了《教育令》，规定儿童最低必须接受16个月的义务教育，不久之后，义务教育时间发展到3年，4年。:79

### 教育制度确立
1867年（庆応3年）：五條御誓文

1871年（明治4年）：文部省设置

1872年（明治5年）：学制公布

1879年（明治12年）：东京学士会院规则

1879年（明治12年）：教育令公布

1880年（明治13年）：教育令改正

1886年（明治19年）：学校令公布

1886年（明治19年）：帝国大学令发布

1886年（明治19年）：师范学校令发布

1887年（明治20年）：学位令发布

1888年（明治21年）：官立大学·官立高等学校制定

1890年（明治23年）：教育勅语

1894年（明治27年）：高等学校令

1898年（明治31年）：高等女学校令

1898年（明治31年）：私立学校令

1898年（明治31年）：图书馆令

1900年（明治33年）：小学校令全面改正

1903年（明治36年）：国定教科书制度

1903年（明治36年）：专门学校令

1907年（明治40年）：小学校令改正

1918年（大正7年）：大学令

1918年（大正7年）：高等学校令

1920年（大正9年）：帝国美术院规程

1920年（大正9年）：学位令改正

1926年（大正15年）：幼稚园令

## 近代
1890年，日本明治天皇颁布《教育敕语》，一直延续到1945年。:79
当时日本政府规定，每个教室里要悬挂“御真影”，即悬挂明治天皇照片，教师和学生每天清晨拜天皇照片，并背诵《教育敕语》。:79
由于《教育敕语》有宣传军国主义思想，1946年开始被废止。:79
1906年，日本的义务教育时间发展到了6年。:79
1910年，日本小学升初中的男生比例是14%，女生是9%，最初是前三年男女合班，后来全部合班。日本95%以上的男性，90%以上的女性都接受过教育。
1945年，《戰時教育令》頒布，日本教育法規全面停止運作直至日本投降。

## 二战后
第二次世界大战之后，日本陆续开始普及小学6年，中学3年的9年制义务教育，20世纪70年代，日本又普及了高中教育，20世纪末，日本开始逐步普及大学教育。2006年，日本全国总共有小学22,878所，在校学生7,187,428人；中学10,992所，在校学生3,601,528人；高中5,385所，在校学生3,494,274人；盲人学校71所，聋哑学校104所，养护学校831所，国立、公立大学176所，私立大学568所，高等专科学校64所，在校大学生202,197人。
2006年，日本私立大学规模巨大，按照在校生的人数数量排列，前15名依次有：日本大学、早稻田大学、法政大学、中央大学、明治大学、立教大学、庆应大学、上智大学、青山学院大学、东海大学、同志社大学、立命馆大学、关西大学、关西学院大学、福冈大学；国立大学按照规模大小排列，前10名依次有：东京大学、京都大学、北海道大学、东北大学、筑波大学、千叶大学、名古屋大学、大阪大学、神户大学、广岛大学。
2010年，上海交通大学研究中心发布2010年《世界大学学术排名》，东京大学排第20名，京都大学第24名。:5美国学术信息服务公司数据称日本东京大学世界排行12位，其物理学居世界第2位，生物化学第3位；而日本东北大学的材料科学在世界排名第3位，京都大学的化学排名第4位。:225
1877年建立的东京大学，百十年来给日本输送了各类型人才，早在明治维新时期，它就培养了10,000名毕业生，四分之一进入政界，二战前，日本首相25人的8人来自东京大学；1979年，日本众议院和日本参议院的五分之一人数都是出自东京大学，511名众议院议员97人是出自东京大学，248名参议院议员中47人是出自东京大学，诺贝尔奖得主有诺贝尔物理学奖江崎玲于奈、诺贝尔和平奖佐藤荣作、诺贝尔文学奖川端康成等。:224
1977年日本企业利润前20名的领导中18家企业领导出自东京大学，三菱商事公司会长藤野中次郎、长期信用银行会长杉浦敏介、第一劝业银行会长西川正次郎、三和银行会长官道大五、兴业银行会长正宗猪早夫、三菱银行会长中村俊男、富士银行会长佐佐木邦彦、日立制作所社长吉山博吉、关西电力公司社长小林庄一郎、松下电器公司会长松下正治、阿拉伯石油公司社长大慈弥嘉久、东京电力公司社长平岩外四、丰田汽车公司社长丰田英二。:225
21世纪来，日本将教育大众化逐步迈向重点发展研究生教育，筹备把20世纪末10万研究生的人数翻一番到20万。
国民终生教育也是21世纪日本教育的新亮点，公民馆、图书馆、博物馆、文化馆等公共教育文化体系已经遍布日本各地，2006年，日本有青少年活动中心1,320个，公民馆17,143个，博物馆1,196个，公共图书馆2,979个。
日本的大学主要进行“学术研究”，尤其侧重“尖端科技研究”。
从2001年到2010年，日本政府财政吃紧，不过对教育和科技研究的资金投入却一直上升。
日本的大学实验仪器设备、科研经费、教师素质远高于世界上大部分国家，日本的大学里，有一少部分精英刻苦学习，认真搞科研工作，不仅资金充足，有一流的实验设备，而且理科和工科还与各大企业联手搞科研，使得理论与实践有机地结合。:85
学校生员表
| 统计对象 | 1970      | 1980       | 1990      | 2000      | 2006      |
| -------- | --------- | ---------- | --------- | --------- | --------- |
| 小学     |           |            |           |           |           |
| 学校数   | 24,790    | 24,954     | 24,827    | 24,106    | 22,878    |
| 教师数   | 368,000   | 468,000    | 444,000   | 408,000   | 418,000   |
| 学生数   | 9,493,000 | 11,287,000 | 9,373,000 | 7,366,000 | 7,187,000 |
| 初中     |           |            |           |           |           |
| 学校数   | 11,040    | 10,780     | 11,275    | 11,209    | 10,992    |
| 教师数   | 225,000   | 251,000    | 286,000   | 258,000   | 248,000   |
| 学生数   | 4,717,000 | 5,094,000  | 5,369,000 | 4,104,000 | 3,602,000 |
| 高中     |           |            |           |           |           |
| 学校数   | 4,798     | 5,208      | 5,506     | 5,478     | 5,385     |
| 教师数   | 202,000   | 244,000    | 286,000   | 269,000   | 248,000   |
| 学生数   | 4,232,000 | 4,622,000  | 5,623,000 | 4,165,000 | 3,495,000 |
| 大学     |           |            |           |           |           |
| 学校数   | 382       | 446        | 507       | 649       | 744       |
| 教师数   | 76,300    | 103,000    | 123,800   | 150,600   | 164,500   |
| 学生数   | 1,407,000 | 1,835,000  | 2,133,000 | 2,740,000 | 2,859,000 |
| 短期大学 |           |            |           |           |           |
| 学校数   | 479       | 517        | 593       | 572       | 468       |
| 教师数   | 15,300    | 16,400     | 20,500    | 16,800    | 11,300    |
| 学生数   | 263,000   | 371,000    | 479,000   | 328,000   | 202,000   |

大学升学率表
| 性别      | 1970 | 1980 | 1990 | 2000 | 2006 |
| --------- | ---- | ---- | ---- | ---- | ---- |
| 男（%）   | 29.2 | 41.3 | 35.2 | 49.4 | 53.7 |
| 女（%）   | 17.7 | 33.3 | 36.3 | 48.7 | 51.0 |
| 合计（%） | 23.6 | 37.4 | 36.3 | 49.1 | 52.3 |